# Cergy
Cergy er en mindre fransk provinsby. Den er hovedsæde i departementet Val-d'Oise.

## Uddannelse
- ESSEC Business School